# Jamel Saihi
Jamel Saihi (Montpellier, 21 januari 1987) is een Tunesisch voetballer. Hij speelt voor Montpellier HSC.